# Ухэ
Ухэ́ (кит. упр. 五河, пиньинь Wǔhé, буквально: «пять рек») — уезд городского округа Бэнбу провинции Аньхой (КНР).

## История
Во времена империи Сун для обороны от чжурчжэней в 1271 году были образованы Хуайаньский военный округ (淮安军) и уезд Ухэ. После монгольского завоевания военный округ был расформирован, а его земли перешли под юрисдикцию властей уезда.
В 1949 году был образован Специальный район Сусянь (宿县专区), и уезд вошёл в его состав. В 1955 году он был ликвидирован, и с 1956 года уезд вошёл в состав Специального района Бэнбу (蚌埠专区). В апреле 1961 года Специальный район Сусянь был воссоздан, а Специальный район Бэнбу — упразднён. В октябре 1964 года на стыке уездов Сусянь, Хуайюань, Ухэ и Линби был создан уезд Гучжэнь.
В 1971 году Специальный район Сусянь был переименован в Округ Сусянь (宿县地区).
В июле 1983 года уезд был передан из состава округа под юрисдикцию властей Бэнбу.

## Административное деление
Уезд делится на 12 посёлков, 1 волость и 1 национальную волость.